# Kōji Miyata
Kōji Miyata (宮田 孝治?, Miyata Kōji; 15 gennaio 1923 – ...) è stato un calciatore giapponese, di ruolo centrocampista.